# Maria Benktzon
Maria Benktzon (nacida en 1946) es una diseñadora sueca, conocida por sus obras de diseño industrial con criterios ergonómicos. Es cofundadora de Ergonomi Design Gruppen, que más tarde se convirtió en Veryday, una consultoría de diseño industrial ubicada en Estocolmo. El objetivo de la empresa era diseñar objetos cotidianos mejorados para el hogar y el trabajo. Desde 2016 Veryday se unió a McKinsey & Company bajo el nombre de McKinsey Design. 

## Biografía
Maria Benktzon nació en 1946 en Nyköping, Suecia.Estudió en Estocolmo Arte y Diseño en la Universidad de Konstfack. 
En 1968, Benktzon asistió a una charla de Victor Papanek sobre diseño para el bien social que inspiró su trabajo en el desarrollo de productos centrados en el usuario y en el diseño inclusivo. En 1969 Maria se graduó y se unió al grupo de Henrik Wahlforss creando Ergonomidesign. En 1972, Maria Benktzon y Sven-Eric Juhlin colaboraron en intensos estudios ergonómicos y fisiológicos sobre el agarre de cuchillos y sierras de pan, entre otras cosas. Sus esfuerzos lograron elevar los estándares de accesibilidad y funcionalidad de diversos objetos. Diseñaron menaje de cocina, cubertería y utensilios de higiene personal para permitir que las personas con menor fuerza o movimientos limitados en las manos tuvieran capacidad de usar estos artículos.
Gran parte del trabajo de Maria Benktzon ha sido reconocido como hitos del diseño inclusivo. Uno de los primeros productos resultantes de su colaboración en los estudios con Sven Eric Juhlin fue el primer cuchillo de cocina en ángulo del mundo, diseñado para Gustavsberg en 1973. En 1978 diseñaron el revolucionario Knork Fork, que actúa como cuchillo y tenedor y estaba dirigido a personas incapaces de utilizar las dos manos para comer. Ese mismo año también diseñaron el Plato para comer y beber.
Algunos de sus objetos de diseño más notables incluyen la cafetera de Scandinavian Airlines (SAS), cuchillos Tupperware, teléfonos Doro y guantes de trabajo Ejendals. Su trabajo se encuentra en diversas colecciones de museos, incluido el Museo de Arte Moderno (MoMA), el Cooper Hewitt Smithsonian Design Museum, el Museo Röhsska, y el Museo Nacional de Suecia.
Benktzon ha recibido varios premios que reconocen sus diseños de objetos para el hogar por ser innovadores, ergonómicos y amables para el usuario. Recibió el premio Ron Mace “Diseñando para el siglo XXI” en 2000 y un premio a la trayectoria en la Conferencia Include de Londres en 2005. En 2023, María recibió el Lifetime Achievement Award en los Premios DesignEuropa, organizados por la Oficina de Propiedad Intelectual de la Unión Europea (EUIPO).